# 尿囊素
尿囊素（英語：Allantoin）是一种乙内酰脲衍生物。

## 作用
在多种生物（尤其是哺乳动物）中是尿酸的分解代谢产物，它是由尿酸在尿酸氧化酶的作用下生成，在尿囊素酶的催化下，可以继续转化为尿囊酸，而尿囊酸又可进一步转变为乙醛酸、尿素等代谢产物。

## 性质
纯尿囊素为白色无嗅无味的结晶粉末，能溶于热水、热醇和稀氢氧化钠溶液，微溶于温水和醇，难溶于乙醚和氯仿等有机溶剂。它无毒、无刺激性、无过敏性，曾被称为抗刺激剂。

## 存在
它广泛存在于尿膜液、甜菜、小麦芽、烟草种子等动植物界。

## 制备
可以由乙醛酸与尿素、浓硫酸为原料合成得到。

## 用途
尿囊素存在於紫草植物的植物萃取物中，也存在於大多數哺乳動物的尿液中。化學合成大宗的尿囊素，化學上等同於天然尿囊素，是安全，無毒，與化妝品原料兼容，並滿足化妝品和香水協會的要求。有超過10,000項專利引用尿囊素。

### 化妝品和洗浴用品
保濕和去角質作用，增加細胞外基質的水含量和增強死皮細胞上層的脫屑，增加皮膚的光滑度;促進細胞增殖和傷口癒合;通過與有刺激性和致敏劑物質形成複合物，形成舒緩，抗刺激和皮膚的保護作用。基於組織學分析的結果，在2010年的動物研究發現，通過調整的炎症反應，用5％尿囊素軟乳液可改善傷口癒合過程。該研究還表明，定量分析支持了該想法，尿囊素還促進成纖維細胞增殖和細胞外基質的合成。
發表於2009年的研究報告，用非類固醇類含尿囊素外用劑，治療瘙癢的輕度至中度的特異性皮膚炎。

### 製藥
它經常存在牙膏，漱口水。以及其它口腔衛生產品，洗髮水，口紅，抗痤瘡產品，防曬產品，澄清洗劑，各種化妝品洗劑和乳膏，和其它化妝品和醫藥產品。

### 氧化應激反應生物標誌物
因為尿酸是嘌呤代謝在人體中的最終產物，僅與活性氧的非酶作用過程將催生尿囊素，因而這是一個合適的生物標誌物來測量慢性疾病和衰老氧化應激反應。